# Hilliella changhuaensis
Hilliella changhuaensis là một loài thực vật có hoa trong họ Cải. Loài này được Y.H.Zhang mô tả khoa học đầu tiên năm 1987.